# Marie Podvalová
Marie Podvalová (5 de setembre de 1909 - 16 de maig de 1992) va ser un cantant d'òpera txeca que va tenir una llarga carrera al Teatre Nacional de Praga de 1936-1978. Fou una soprano dramàtica que va sobresortir en el repertori txec i que va obtenir un èxit particular per la seva interpretació de l'heroïna del títol a Libuše de Bedřich Smetana. La seva bellesa física i el seu talent dramàtic van sumar encara més per la seva gran popularitat entre el públic txec.